# Subaru G
Subaru FF-1 G (также 1100 и 1300) — компактный автомобиль 1970-х годов, заменивший Subaru FF-1 Star. Это был переднеприводной автомобиль с типичными двигателями Subaru EA61 или EA62IC. Особенностью автомобиля была полностью независимая торсионная подвеска и реечное рулевое управление. На нём были барабанные тормоза и двойные радиаторы. Цена на автомобиль составляла всего 2000$US, что позволило Subaru довольно быстро стать лидером продаж импортных автомобилей в Соединённых Штатах.

## Двигатели

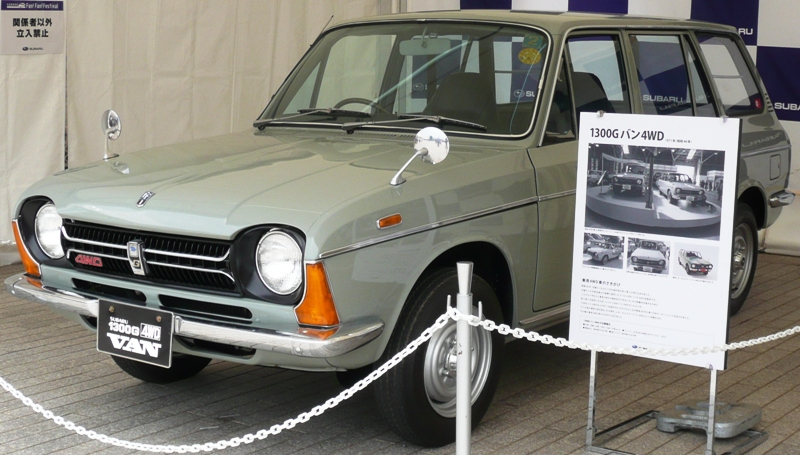
Subaru FF-1 G 4WD

Двигатель объёмом 1,1 л устанавливался так же на Subaru FF-1 Star. Большая часть моделей 1972—1973 годов были оснащены 1,3 л EA62IC двигателем, с ними устанавливались сдвоенные карбюраторы. Коробка передач была также заимствована из Subaru FF-1 Star.
EA61 1.1L OHV с водяным охлаждением:
- Объём: 76 мм x 60 мм, 1088 см³;
- Мощность: 61 л.с., 45 кВт, 5600 об/мин, момент 88 Н·м, 4000 об/мин, сжатие 9:1.

EA62IC 1.3L OHV с водяным охлаждением:
- Объём: 82 мм x 60 мм, 1268 см³;
- Мощность: 80 л.с., 60 кВт, 6400 об/мин, момент 99 Н·м, 4000 об/мин, сжатие 9:1.

## Трансмиссия
Subaru T71, четырёхступенчатая МКПП, передний привод:
- Передаточные числа: 1я — 3,540; 2я — 2,235; 3я — 1,543; 4я — 1,033; реверс 4,100; нейтраль 4,125.